# Thunder (East 17-dal)
A Thunder című dal az angol fiúcsapat East 17 első kimásolt kislemeze az Up All Night című stúdióalbumról. A csapat már az E-17 nevet használja. A dal csupán Litvániában volt 1. helyezett. Top 10-es sláger volt Norvégiában, Belgiumban, az Egyesült Királyságban, Németországban, Svájcban, Írországban.
A Maxi single CD-n található az Overture Medley, mely a következő dalokat tartalmazza: Let It Rain, Stay Another Day, House Of Love, Gold, It's Alright, Be There, Thunder (Video Mix), Thunder (Lighting Mix)

## Megjelenések
CD Single  London Records – LONCD 373
1. Thunder (Radio Edit) - 4:17 Producer [For Chaps] – Ian Curnow And Phil Harding, Producer [With] – Anthony Mortimer,  Written-By – Anthony Mortimer
2. Overture Medley (From Letting Off Steam Tour '95) - 9:29 Producer [Additional Production], Remix – Tim Moore

## Slágerlista
| Slágerlista (1995/96)                        | Legjobb helyezés |
| -------------------------------------------- | ---------------- |
| Ausztrália (ARIA)                            | 36               |
| Ausztria (Ö3 Austria Top 75)                 | 19               |
| Belgium (Ultratop Flanders)                  | 13               |
| Belgium (Ultratop Wallonia)                  | 8                |
| Dánia (Tracklisten)                          | 2                |
| Európa (Eurochart Hot 100)                   | 6                |
| Franciaország (SNEP)                         | 13               |
| Németország (Media Control)                  | 6                |
| Izland (Tonlist)                             | 39               |
| Írország (IRMA)                              | 3                |
| Olaszország (FIMI)                           | 21               |
| Japán (Oricon)                               | 12               |
| Litvánia (EHR)                               | 1                |
| Hollandia (Single Top 100)                   | 21               |
| Norvégia (VG-lista)                          | 7                |
| Skócia (Official Charts Company)             | 5                |
| Svédország (Sverigetopplistan)               | 22               |
| Svájc (Schweizer Hitparade)                  | 5                |
| Egyesült Királyság (Official Charts Company) | 4                |

### Év végi összesítések
| Év végi összesítések (1995) | Helyezés |
| --------------------------- | -------- |
| Európa (Eurochart Hot 100)  | 46       |
| Norvégia (Julen Period)     | 9        |
| UK Singles Chart            | 33       |
| Év végi összesítés (1996)   | Helyezés |
| Európa (Eurochart Hot 100)  | 90       |

## Minősítések

### Minősítések
| Ország             | Minősítés | Eladások |
| ------------------ | --------- | -------- |
| Egyesült Királyság | ezüst     | 250.000  |
| Németország        | arany     | 200.000  |